# 莫贝克 (塔恩-加龙省)
莫贝克（法語：Maubec，法語發音：[mobɛk]）是法国奧克西塔尼大區塔恩-加龙省的一个市镇，属于卡斯泰尔萨拉桑区。

## 地理
莫贝克（43°48'33"N, 0°55'1"E）面积12.73 平方千米，位于法国奧克西塔尼大區塔恩-加龙省，该省份为法国西南部内陆省份，北起顺时针与洛特省、阿韦龙省、塔恩省、上加龙省、热尔省和洛特-加龙省接壤。
与莫贝克接壤的市镇（或旧市镇、城区）包括：马里尼亚克、布里涅蒙、阿旺萨克、萨朗、索洛米亚克、勒科塞、福多阿斯、戈阿。

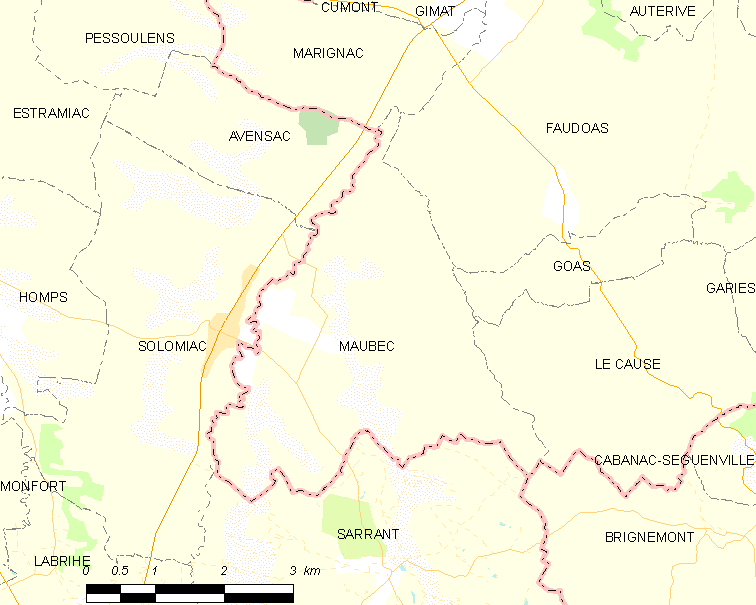
的OSM定位图

莫贝克的时区为UTC+01:00、UTC+02:00（夏令时）。

## 行政
莫贝克的邮政编码为82500，INSEE市镇编码为82106。

## 政治
莫贝克所属的省级选区为博蒙德洛马涅县。

## 人口

1962-2008年间人口变化图示

莫贝克于2022年1月1日时的人口数量为152人。